# Nueva Zelandia
Nueva Zelandia är en ort i Mexiko.   Den ligger i kommunen Cárdenas och delstaten Tabasco, i den sydöstra delen av landet, 600 km öster om huvudstaden Mexico City. Nueva Zelandia ligger 30 meter över havet och antalet invånare är 370.
Terrängen runt Nueva Zelandia är mycket platt, och sluttar norrut. Runt Nueva Zelandia är det ganska tätbefolkat, med 60 invånare per kvadratkilometer. Närmaste större samhälle är Cárdenas, 6,5 km norr om Nueva Zelandia. Trakten runt Nueva Zelandia består till största delen av jordbruksmark.